# Дачное (муниципальный округ)
Да́чное — муниципальный округ № 27, муниципальное образование в составе Кировского района Санкт-Петербурга; назван в соответствии с наименованием исторического района. Глава МО (на июль 2025 года) — Сагалаев Вадим Александрович.

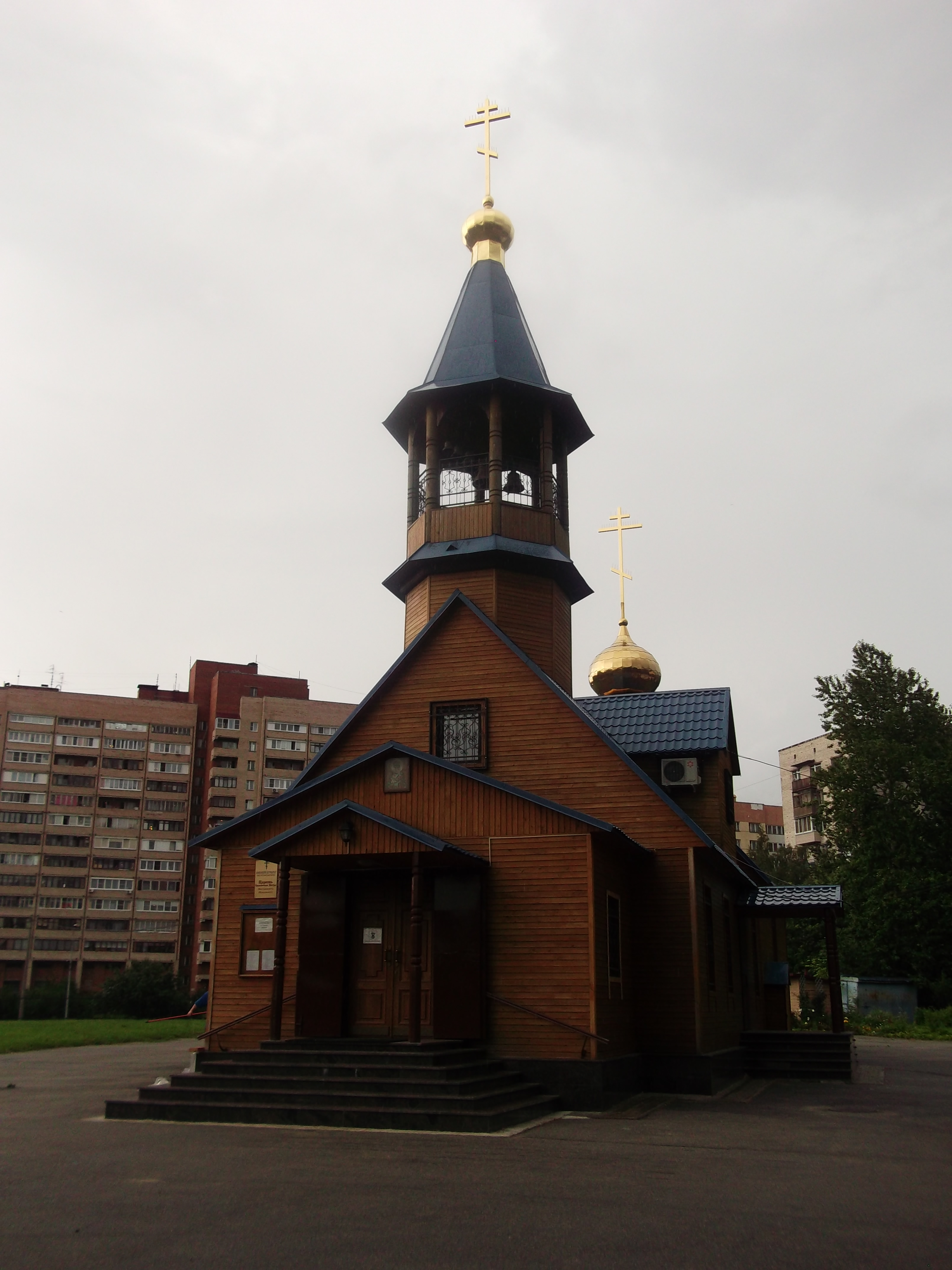
Церковь св. Петра митрополита Московского

## Герб
Герб МО представляет собой композицию из двух скрещенных тесаков, напоминающих о прежней местности Привал, а также о том, что здесь проходили рубежи обороны Ленинграда. В центре герба располагается подкова, внизу которой расположен крест — символы дворянских родов, чьи усадьбы находились на данной территории ( Головиных, Чернышевых и  Шереметевых). Фон состоит из двух цветов: красного и синего, где первый олицетворяет силу и могущество, а также является геральдическим цветом Санкт-Петербурга, а синий — наличие на территории нескольких прудов и двух рек.

## Территория
Границы округа, согласно Уставу муниципального образования, проходят:
- от пересечения проспекта Маршала Жукова и ул. Солдата Корзуна по оси пр.Маршала Жукова до пр. Стачек
- по оси пр. Стачек до Трамвайного проспекта
- по оси Трамвайного пр. до ул. Зины Портновой
- по оси ул. Зины Портновой до проспекта Ветеранов
- по оси пр. Ветеранов до Дачного проспекта.
- по оси Дачного пр. через проспект Народного Ополчения до Лиговского канала
- на юго-запад по оси Лиговского канала и южной границы земель Балтийской дистанции Октябрьской железной дороги до продолжения оси ул. Лени Голикова
- по оси ул. Лени Голикова до проспекта Ветеранов
- по оси пр. Ветеранов до улицы Козлова
- по оси ул. Козлова до Речной улице
- на запад по оси безымянного проезда до ул. Солдата Корзуна
- по оси ул. Солдата Корзуна до проспекта Маршала Жукова.

## История
Местность, на территории которой находится МО, известна ещё с петровских времён. Один из самых известных её землевладельцев был граф Яков Брюс (с 1770-х годов). Впоследствии, в начале XX века, по инициативе С. К. Максимовича был создан пригородный посёлок под названием «Дачное».
В 1909 году было закончено строительство платформы у посёлка, которая стала первой остановкой Балтийской железной дороги (до этого первой остановкой ветки была платформа в Лигове).
В начале 1960-х годов стартовало массовое жилищное строительство, а в 1963 году Дачное вошло в черту города.

## Население
| 2002    | 2010    | 2012    | 2013    | 2014    | 2015    | 2016    |
| ------- | ------- | ------- | ------- | ------- | ------- | ------- |
| 76 229  | ↘72 822 | ↘72 641 | ↘72 032 | ↗72 955 | ↗73 239 | ↗73 405 |
| 2017    | 2018    | 2019    | 2020    | 2021    | 2023    | 2025    |
| ↘72 666 | ↘72 510 | ↘72 427 | ↘72 252 | ↗72 687 | ↘71 589 | ↘70 009 |

## Транспорт
Основными транспортными магистралями МО являются проспекты Стачек, Ветеранов и Ленинский. На территории округа также расположена станция метро «Проспект Ветеранов».

## Галерея
|                                     |                                                                          |                                       |                                                                |
| Дача Чернышева И. Г. «Александрино» | Памятник у церкви во имя мучениц Веры, Надежды, Любови и матери их Софии | Местная администрация                 | Церковь во имя мучениц Веры, Надежды, Любови и матери их Софии |
|                                     |                                                                          |                                       |                                                                |
| Воинское кладбище Дачное            | Здание на месте бывшей усадьбы «Ульянка»                                 | Стела Леониду Александровичу Голикову | Один из прудов у бывшей усадьбы Брюса                          |